# Андерс Клеве
А́ндерс За́кріс Кле́ве (швед. Anders Zachris Cleve; *25 липня 1937, Гельсінкі, Фінляндія — 26 березня 1985, там же) — фінський шведський письменник і поет. 

## З життєпису
Народився в 1937 році в родині священика.
Літературний дебют А. Клеве — поетична збірка «День» (Dagen, 1955).
У 1960 році отримав ступінь бакалавра гуманітарних наук Гельсінського університету.
Надалі працював учителем шведської мови та історії в школах Гельсінок.
Помер у 1985 році.

## З доробку
А. Клеве — автор деікількох збірок віршів, новел і романів.
Найвідомішою книгою письменника є збірка оповідань Бруківка (Gatstenar), опублікована в 1959 році, в якій він описує життя представників гельсінського міщанства: робітничого класу, інтелігенції 1950-х років. Серед центральних тем автора — протиріччя, які роздирають велике місто та його мешканців. Автор використовує сленг у своїх новелах, а намагаючись передати двомовне середовище столиці Фінляндії, вводить у свої шведськомовні тексти фрази фінською.
Бібліографія
- Dagen. Söderström 1955
- Det bara ansiktet. Söderström 1956
- Бруківка (Gatstenar). Söderström 1959 (фінський переклад Пентті Саарікоскі Katukiviva, Otava 1960)
- Vit eld: En paradoxal saga. Söderström 1962
- Påskägget: En berättelse om vänskap. Bonnier, Stockholm 1966
- Лабіринт (Labyrint). S. & Co., Helsingfors 1971
- Locknät. Söderström 1981

Твори автора перекладені фінською, німецькою, російською.

## Нагороди
Андерс Клеве має низку нагород за свою дітературну діяльність:
- Нагорода SLS 1960, 1963, 1967
- Премія Ленгмана 1965
- Державна премія з літератури 1967

## Джерело
- Об авторах // Совремеменная финская новелла. — М.: Художественная литература, 1985. — 591 с. — С. 584 (рос.)